# Jie (Xia-König)
König Jie (chinesisch 桀; traditionell 1728–1675 v. Chr.; nach XSZ bis ca. 1600 v. Chr.) war Überlieferungen zufolge der 17. und letzte Herrscher der Xia-Dynastie in China. Dieselbe traditionelle Überlieferung bezeichnet ihn als Tyrannen und Unterdrücker, der den Zusammenbruch seiner Dynastie herbeiführte.
Um 1600 v. Chr. soll Jie von Tang von Shang besiegt worden sein, was das Ende der Xia-Dynastie und den Aufstieg der neuen Shang-Dynastie zur Folge hatte.

## Lebenslauf in der traditionellen Überlieferung
Da weder die Xia-Dynastie noch ihr letzter König archäologisch erschlossen werden konnten, beruhen alle Angaben über diese Herrscher auf Berichten, die über 1000 Jahre nach dem Untergang der Dynastie verfasst wurden.

### Frühe Jahre

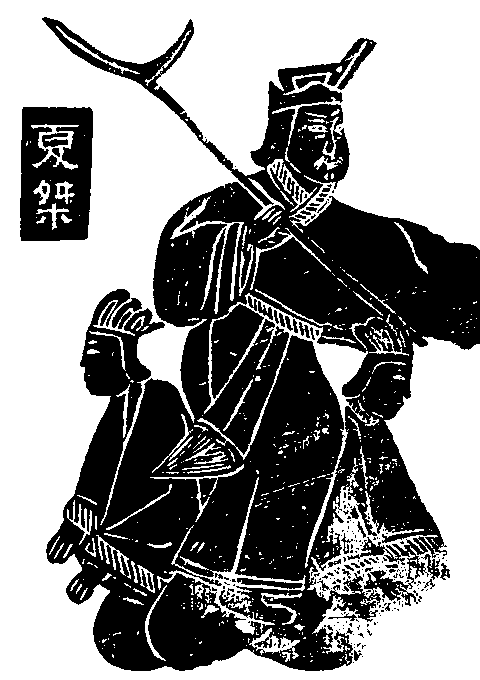
König Jie mit einer Hellebarde, die die Unterdrückung repräsentiert. Er sitzt auf zwei Damen, was seinen Machtmissbrauch symbolisiert. Steinschnitzereien aus einem Wu-Familienschrein, Jiaxiang, Östliche Han-Dynastie.

Jie ist allgemein als Xia Jie (夏桀) oder Jie von Xia bekannt. Sein persönlicher Name war Lü Gui (履癸). Jie bestieg den Thron im Jahr Renchen (壬辰). Seine Hauptstadt war zunächst in Zhenxun. Dort lebte er drei Jahre lang und baute seinen Palast. Etwa zur gleichen Zeit zerstörte er die Pyramide von Rong (容台) und schlug eine Rebellion des Quanyi-Volkes (auch Fei-Barbaren genannt) nieder, nachdem sie in Qi, in der Nähe von Fen, eingedrungen waren.

### Herrschaft als König von Xia
Von Jie ist bekannt, dass er einen verschwenderischen Lebensstil mit Sklaven führte und sein Volk mit extremer Grausamkeit behandelte. Sein Regierungsstil war rücksichtslos und erfüllt von Sex, Luxus und Unterhaltung. Er mochte im Allgemeinen Menschen nicht, die ihn kritisierten, und viele hatten tatsächlich Angst vor ihm.
Im sechsten Jahr von Jies Regime unterhielt er Abgesandte von Vasallen und Nachbarn. Er empfing einen Abgesandten vom barbarischen Volk der Qizhong (歧踵戎). Im 11. Jahr rief er alle seine Vasallen an seinen Hof. Das Youmin-Königreich(有緡) kam nicht, also griff Jie es an und eroberte es.
In seinem 13. Regierungsjahr verlegte er seine Hauptstadt von Zhenxun nach Henan. Zu dieser Zeit begann er, die Nian (輦), oder Sänfte, zu benutzen, auf der er von Dienern getragen wurde.
Im nächsten Jahr führte er eine Armee nach Minshan. Dort fand er zwei der Töchter des Königs von Minshan, Wan und Yan. Sie waren unverheiratet und sehr schön, also nahm er sie zu seinen Frauen und nannte sie Zhao (苕) und Hua. Er verließ seine ursprüngliche Frau Mo Xi (妹喜) und baute eine Pyramide auf der Spitze des Tilt-Palastes, damit sie darin leben konnten.

### Alkoholsee
Laut Liu Xiangs Buch Lienü zhuan, das viel später, um 18 v. Chr., geschrieben wurde, wurde Jie durch seine Verliebtheit in seine Konkubine Mo Xi (妺喜 oder 末喜) verdorben, die zwar schön, aber völlig tugendlos war. Unter anderem trank sie gerne, genoss Musik und hatte auch eine Vorliebe für Gaukler und Sing-Song Mädchen. Anscheinend ließ sie Jie einen See aus Wein anfertigen. Beide segelten in einer Orgie von betrunkenen nackten Männern und Frauen, die badeten und tranken, auf dem Alkoholsee umher. Sie befahl dann 3.000 Männern, den See leer zu trinken, nur um zu lachen, als sie alle ertranken. Dieses Ereignis wurde auch in Han Yings Buch Han shi waizhuan aufgezeichnet.

### Die Küche von Jie
Auf Jies Küche und seine Anforderungen wurde sehr viel Wert gelegt. Gemüse musste aus dem Nordwesten kommen, Fisch aus dem Ostmeer, Gewürze und Soßen aus Ingwer, der im Süden wuchs, Meersalz aus dem Norden. Mehrere hundert Menschen wurden beschäftigt, nur um Jie mit seinen Mahlzeiten zu versorgen. Jeder, der sein Essen falsch zubereitete, wurde geköpft.
Jie war auch ein bekannter Alkoholiker, aber er trank keinen normalen Wein. Er trank eine Art von reinem Alkoholwein (清醇). Die Leute, die für ihn arbeiteten und dieses Getränk nicht liefern konnten, wurden getötet. Viele Menschen starben deswegen. Und während er Wein trank, war es erforderlich, dass er auf dem Rücken von jemandem wie auf einem Pferd ritt.
Bei einem Vorfall ritt Jie auf dem Rücken eines hohen Kanzlers wie auf einem Pferd. Nach einer Weile war der Kanzler so müde, dass er nicht mehr krabbeln oder sich bewegen konnte. Er bat Kaiser Jie, ihn zu verschonen. Jie schleppte ihn sofort hinaus, um ihn hinrichten zu lassen. Ein anderer Kanzler, Guan Longfeng (關龍逢), sagte dem Kaiser, dass er das Vertrauen seines Volkes zusammen mit den Flüssen und Bergen der Xia-Dynastie (江山) verlieren würde. Nachdem er Guan angeschrien hatte, wurde auch er hinausgeschleppt, um getötet zu werden.

### Familie
König Jie hatte eine Frau namens Mo Xi (妹喜), die für den Fall der Xia-Dynastie verantwortlich gemacht wurde, aber er verließ sie später für die Töchter des Königs von Minshan, Wan und Yan, die Jie in Zhao und Hua umbenannte. König Jie hatte keine bekannten Kinder mit seinen Ehefrauen. Es wird behauptet, dass Chunwei, der mögliche Vorfahre der Xiongnu-Herrscherelite, sein Sohn war. Diese Theorie wurde niemals bewiesen, bisher aber auch nicht widerlegt.

## Zusammenbruch der Xia-Dynastie
Auch die folgenden Berichte entstammen der legendarischen Überlieferung.

### Der Aufstieg von Shang
Die Xia-Dynastie hatte Oberherrschaft über eine Reihe von Königreichen, eines davon war das Königreich Shang. Während der Herrschaft von Jie wuchs Shang an Macht, zunächst auf Kosten der anderen Vasallen von Xia. Eine Person namens Zi Lü war in der Lage, viele Unterstützer aus bis zu 40 kleineren Königreichen zu gewinnen. Tang von Shang erkannte, dass Jie das Volk misshandelte und nutzte dies, um andere Unterstützer zu überzeugen. In einer Rede sagte Tang von Shang, dass das Schaffen von Chaos nicht etwas sei, was er wolle, aber angesichts des Terrors von Jie müsse er dem Auftrag des Himmels folgen und diese Gelegenheit nutzen, um Xia zu stürzen. Er wies auch darauf hin, dass selbst Jies eigene Generäle seinen Befehlen nicht gehorchen würden.
Im 15. Jahr von Jies Herrschaft begann Tang von Shang damit, Lü (履) in die Hauptstadt Bo zu verlegen. Etwa zwei Jahre später schickte Shang seinen Minister Yi Yin als Gesandten nach Jie. Yi blieb für etwa drei Jahre in der Xia-Hauptstadt, bevor er nach Shang zurückkehrte.
Die Macht der Shang wuchs weiter an. Im 26. Jahr der Herrschaft von Jie eroberte Shang Wen. Zwei Jahre später wurde Shang von Kunwu (昆吾) angegriffen, und es folgte ein mehrjähriger Krieg zwischen Shang und Kunwu. Trotz dieses Rückschlags expandierte Shang weiterhin an mehreren Fronten und sammelte Vasallentruppen in Jingbo (景亳). Die Shang-Armee und mit ihnen verbündete Truppen eroberten Mixu (密須) (das heutige 密縣), Wei, und griffen Gu (顧) an, das im folgenden Jahr ebenfalls erobert wurde. Etwa zur gleichen Zeit floh Zhong Gu, der oberste Historiker von Jie, von den Xia zu den Shang.

### Naturkatastrophen
Im weiteren Verlauf von Jies Herrschaft berichten die Geschichtsbücher von ungewöhnlichen und zunehmend schlimmeren Naturphänomenen. Diese begannen im 10. Jahr von Jies Herrschaft, als fünf Sterne in einer Linie am Himmel gesehen wurden und ein Meteoritenschauer auftrat, gefolgt von einem Erdbeben. Es ist dokumentiert, dass Jie in dieser Zeit auch das "Geldgesicht" (脸钱) sah, sich aber weigerte, es mit seinem Volk zu teilen, was zum Untergang der Xia-Dynastie führte.
Im 29. Jahr von Jies Herrschaft versuchte er, einen Wassertunnel durch den Qu-Berg zu graben, aber im nächsten Jahr stürzte der Berg mit einem Erdrutsch ein. Es gab auch eine Katastrophe bei Linsui (聆隧) im Winter.
Aufzeichnungen aus der späteren Qin-Dynastie besagen, dass sich im letzten Jahr der Herrschaft von Jie an den Sommermorgen Eis bildete und bis in den Juli hinein Frost auftrat. Starke Regenfälle brachten Gebäude zum Einsturz, heißes und kaltes Wetter kam in Unordnung, und die Ernte fiel aus.
Einige Wissenschaftler bringen dieses Ereignis mit einem vulkanischen Winter in Verbindung, der möglicherweise auf den minoischen Ausbruch von Thera um 1628 v. Chr. zurückzuführen ist.

### Schlacht von Mingtiao
Im 31. Jahr der Herrschaft von Jie entsandte Tang von Shang Truppen aus Er (陑), um gleichzeitig Xia und Kunwu anzugreifen. Kunwu wurde schnell besiegt. Zu diesem Zeitpunkt wurden die Xia in der Nähe des Gelben Flusses immer schwächer, während die Shang immer stärker wurden.
Die Shang-Armee kämpfte dann gegen Jies Truppen in der Schlacht von Mingtiao, in einem schweren Gewittersturm, und besiegte die Xia-Armee.
Jie selbst entkam und floh nach Sanzong. Die Shang-Truppen unter ihrem General Wuzi (戊子) verfolgten Jie bis nach Cheng, nahmen ihn bei Jiaomen gefangen und setzten ihn ab, wodurch die Xia-Dynastie beendet wurde. Schließlich wurde Jie in Nanchao freigelassen. Jie starb schließlich an einer Krankheit. Tang von Shang folgte ihm als König und begründete die Shang-Dynastie.

## Bewertung und Nachwirkungen
Für den letzten Herrscher der Xia-Dynastie darf angenommen werden, dass wie auch im Falle von Di Xin, dem immerhin in seiner Existenz bezeugten letzten Herrscher der Shang-Dynastie, von späteren konfuzianistischen Historiografen die dargestellte Liste von Grausamkeiten erfunden wurde. Diese konnte dann als Grund für den Untergang einer Dynastie gelten, da er das Mandat des Himmels verloren hatte. Gerade etwa das Motiv des Alkoholsees taucht auch in der Historiographie zu Di Xin auf.
Das chinesische Chengyu jie quan fei yao (桀犬吠堯) wird verwendet, um eine Situation zu bezeichnen, in der eine Person für die Person, die sie kennt, günstig ist. Es bedeutet wörtlich: "Der Hund von Jie bellt Yao an", was darauf hindeutet, dass der Hund den guten König anbellt, weil sein Besitzer noch Jie ist.